# Anna Zak
Anna Kuzenkova dite Anna Zak, (hébreu : אנה קוזנקוב, russe : Анна Кузенкова) née le 12 mars 2001 à Sotchi, est une chanteuse et actrice israélienne d'origine russe.
Elle est l'une des Israéliennes les plus influentes en ligne et compte quatre millions de followers sur TikTok et plus d'un million de followers sur Instagram.
Le 23 août 2017, elle lance officiellement sa carrière musicale en sortant son premier single,.